# Cataviña
Cataviña är en ort i Mexiko.   Den ligger i kommunen Ensenada och delstaten Baja California, i den nordvästra delen av landet, 1 900 km nordväst om huvudstaden Mexico City. Cataviña ligger 555 meter över havet och antalet invånare är 159.
Terrängen runt Cataviña är platt åt sydväst, men åt nordost är den kuperad. Runt Cataviña är det glesbefolkat, med 8 invånare per kvadratkilometer. Det finns inga andra samhällen i närheten. Omgivningarna runt Cataviña är i huvudsak ett öppet busklandskap.